# Paryzjusz
Paryzjusz – imię męskie pochodzące od nazwy celtyckiego plemienia Parisii lub wywodzącej się od niej nazwy miasta Paryż. Patronem tego imienia jest św. Paryzjusz z Treviso (XII/XIII wiek). 
Paryzjusz imieniny obchodzi 11 czerwca.